# Gregor Fisher
Gregor Fisher (Glasgow, 22 dicembre 1953) è un attore e comico scozzese.

## Biografia
Nato a Glasgow, crebbe tra Neilston e Barrhead. È noto per aver recitato nei film Il mercante di Venezia e Love Actually - L'amore davvero.
È sposato con l'attrice Vicki Burton dalla quale ha avuto tre figli: Alexander (1986), Jamie (1988) e Cissie (1989).

## Filmografia

### Cinema
- Another Time, Another Place - Una storia d'amore (Another Time, Another Place), regia di Michael Radford (1983)
- Orwell 1984 (Nineteen Eighty-Four), regia di Michael Radford (1984)
- Scotch & Wry, regia di Gordon Menzies (1986)
- The Girl in the Picture, regia di Cary Parker (1986)
- Double Scotch & Wry, regia di Gordon Menzies (1987)
- Misfatto bianco (White Mischief), regia di Michael Radford (1987)
- Un prete da uccidere (To Kill a Priest), regia di Agnieszka Holland (1988)
- Senza indizio (Without a Clue), regia di Thom Eberhardt (1988)
- Triple Scotch & Wry, regia di Brian Jobson e Gordon Menzies (1990)
- Love Actually - L'amore davvero (Love Actually), regia di Richard Curtis (2003)
- Il mercante di Venezia (The Merchant of Venice), regia di Michael Radford (2004)
- Lassie, regia di Charles Sturridge (2005)
- Wild Target, regia di Jonathan Lynn (2010)
- Whisky Galore!, regia di Gillies MacKinnon (2016)

### Televisione
- Rob Roy – serie TV, episodi 1x01-1x02 (1977)
- Play for Today – serie TV, episodi 9x05-10x05 (1978-1979)
- Square Mile of Murder – serie TV, episodio 1x02 (1980)
- Scotch & Wry – serie TV, 4 episodi (1978-1980)
- Crown Court – serie TV, episodio 11x32 (1982)
- Foxy Lady – serie TV, 12 episodi (1982-1984)
- Boon – serie TV, episodio 1x02 (1986)
- Naked Video – serie TV, 6 episodi (1986)
- Blood Red Roses – serie TV, episodi 1x01-1x02-1x03 (1986)
- Dramarama – serie TV, episodio 5x09 (1987)
- Silent Mouse, regia di Robin Crichton - film TV (1990)
- Chancer – serie TV, episodi 1x02-1x03 (1990)
- The Tales of Para Handy – serie TV, 9 episodi (1994-1995)
- Avventure nei mari del nord (Kidnapped), regia di Ivan Passer - film TV (1995)
- The Baldy Man – serie TV, 13 episodi (1995-1998)
- Gormenghast – miniserie TV, episodio 1x03 (2000)
- I ragazzi della stazione (The Railway Children), regia di Catherine Morshead - film TV (2000)
- Brotherly Love – serie TV, 6 episodi (2000)
- The Life and Adventures of Nicholas Nickleby, regia di Stephen Whittaker - film TV (2001)
- Snoddy – serie TV, episodi 1x01-1x04 (2002)
- Kidnapped, regia di Brendan Maher - film TV (2005)
- Missing, regia di Ian Madden - film TV (2006)
- Oliver Twist – miniserie TV, episodio 1x01 (2007)
- Empty – serie TV, 6 episodi (2008)
- Rab C. Nesbitt – serie TV, 66 episodi (1988-2014)

## Doppiatori italiani
Nelle versioni in italiano delle opere in cui ha recitato, Gregor Fisher è stato doppiato da:
- Nino D'Agata in Wild Target
- Leo Gullotta in Orwell 1984
- Maurizio Mattioli in Senza indizio
- Giuliano Santi ne Il mercante di Venezia
- Giampaolo Saccarola in Misfatto bianco
- Eugenio Marinelli in Love Actually - L'amore davvero